# Asimov's Science Fiction
Asimov's Science Fiction är en amerikansk science fiction-tidskrift. Den hette ursprungligen Isaac Asimov's Science Fiction Magazine och har publicerats sedan 1977. Sedan starten har den varit en av de viktigaste och dominerande science fiction-tidskrifterna i USA. 